# Тополівська сільська рада (Троїцький район)
| Тополівська сільська рада — колишній орган місцевого самоврядування у Троїцькому районі Луганської області з адміністративним центром у с. Тополі. Історична дата утворення: в 1917 році. Сільській раді підпорядковані населені пункти: - с. Тополі - с. Аношкине - с. Високе - с. Жовтневе - с. Козарик |

## Склад ради
Рада складається з 16 депутатів та голови.

### Керівний склад ради
| ПІБ                          | Основні відомості                                                    | Дата обрання | Дата звільнення |
| ---------------------------- | -------------------------------------------------------------------- | ------------ | --------------- |
| Папуша Валерій Володимирович | Сільський голова, 1958 року народження, освіта, член Партії регіонів | 26.03.2006   | 01.03.2007      |
| Тішаков Микола В'ячеславович | Сільський голова, 1969 року народження, освіта, безпартійний         | 29.07.2007   | 31.10.2010      |
| Палагно Микола Якович        | Сільський голова, 1946 року народження, освіта вища, безпартійний    | 31.10.2010   |                 |

Примітка: таблиця складена за даними джерела